# Palacio Provincial de Alicante
El Palacio Provincial de Alicante es un edificio de estilo neoclásico del primer tercio del siglo XX situado en la avenida de la Estación de la ciudad española de Alicante. Es la sede de la Diputación Provincial de Alicante.

## Historia
Se empezó a construir en 1928 y finalizó en 1931. Su autor fue el arquitecto Juan Vidal Ramos, autor también de otros edificios emblemáticos de Alicante como la casa Lamaignere (1918), la casa Carbonell (1924), la casa del Socorro (1926) y el Hospital Provincial (1926), actual sede del Museo Arqueológico de Alicante (MARQ). El palacio fue inaugurado como sede de la Diputación de Alicante el 17 de enero de 1932 por el entonces presidente de la República Niceto Alcalá Zamora.

## Arquitectura
Su construcción corresponde a una obra de estilo neoclásico y ornamentación barroca, dando gran importancia a orden de simetría. Ha sido catalogado como la "obra cumbre del casticismo". Se puede destacar su gran porche en la entrada con sus dos torres en la fachada principal, sobresaliendo una gran balconada en la que se eleva un gran frontón. El edificio se completa con un jardín cerrado mediante una verja de hierro que rodea toda la edificación instalada posteriormente. Es el llamado jardín de las celebridades por sus monumentos de personajes célebres de la ciudad de Alicante. 
La distribución interna del edificio combina diferentes necesidades como son las oficinas, los despachos, los salones de juntas, las fachadas están compuestas por dos franjas marcadas, en la franja inferior predomina la composición horizontal, carece de elementos ornamentales exceptuando el almohadillado, el cuerpo superior está compuesto por dos plantas y su decoración es diferente al cuerpo inferior. En la fachada principal predomina la simetría axial a ambos laterales se sitúan dos torreones cúbicos, uno cada lado.